# 火柱
天文道における
火柱（ひばしら）は、空中に赤気が立ち上る姿が火の柱のように見えるという怪奇現象である。高さ7、8尺ないし数丈の火が地上または山上に立つという。俗に大火の前兆であるともいい、火柱の立った家は、娘が人身御供に成らねばならないという。
火柱は『吾妻鏡』（仁治元年2月4日）、『元正間記』、『益軒先生与宰臣書』などに記述があるが、その正体については不明である。『北条九代記』には、「火柱相論条、仁治三年（二年か?）二月四日戌の刻ばかりに、赤白の気三条西方の天際に現じ、漸く消えて後に赤気の一道、その長七尺ばかりに見えて耀けり。陰陽師泰貞朝臣御所に参りて申しけるは、此天変を彗形の気と名付け、俗説に火柱と申習はす。昔村上天皇の御宇、康保年中に出現せしこと旧記に載せられ候と申す」とある。本朝食鑑の中には、イタチが火柱を立てるという話がある。高井蘭山は『訓蒙天地弁』にて、流星だろうということにしている。井上円了は、放火の賊が予め言い触らしていた例を報告している。武者金吉は、昭和6年11月4日の小国地震で目撃された火柱と、昭和13年11月2日の磐城沖地震で見られた光物の共通点を論じている。海上における地震に伴う火柱や光物について、榎本祐嗣はメタンハイドレートの暴噴を主張している。